# 맥주 수프
맥주 수프(독일어: Biersuppe)는 일반적으로 루를 기반으로 하고 맥주로 만든 수프이다. 중세 유럽에서는 아침 식사 수프로 제공되었으며, 때때로 빵 위에 부어졌다.
조리법의 변형은 감자 전분을 증점제로 사용한다. 소르브인의 맥주 수프는 달콤하며 크림과 건포도가 추가된 형태를 띈다.

## 같이 보기
- 비어 캔 치킨

## 추가 자료
- The Soup Book - Louis P. De Gouy - Google Books. 79페이지.